# Fieldmouse Cars
Fieldmouse Cars war ein britischer Hersteller von Automobilen.

## Unternehmensgeschichte
Mike John gründete 1971 das Unternehmen und begann mit der Produktion von Automobilen und Kits. Der Markenname lautete Fieldmouse. 1972 endete die Produktion. Vier Fahrzeuge existieren wahrscheinlich noch (Stand 2015). Wie viele gebaut wurden, ist unbekannt.

## Fahrzeuge
Im Angebot stand nur ein Modell. Die Basis bildete das Fahrgestell vom Ford Popular. Darauf wurde eine Karosserie aus Stahl montiert. Optisch ähnelte das Fahrzeug dem Willys MB.